# Proces Lévy’ego
Proces Lévy’ego – proces stochastyczny {\displaystyle (X_{t})_{t\geqslant 0}} na przestrzeni probabilistycznej {\displaystyle (\Omega ,{\mathcal {F}},P)} o wartościach w przestrzeni euklidesowej {\displaystyle \mathbb {R} ^{d},} spełniający następujące warunki:
1. {\displaystyle X_{0}=0,} {\displaystyle P}-prawie wszędzie,
2. ma przyrosty niezależne, tzn. dla każdego ciągu {\displaystyle 0\leqslant t_{0}<t_{1}<\dots <t_{n}} zmienne losowe {\displaystyle X_{t_{0}},X_{t_{1}}-X_{t_{0}},\dots ,X_{t_{n}}-X_{t_{n-1}}} są niezależne,
3. ma przyrosty stacjonarne, tzn. rozkład {\displaystyle X_{s+t}-X_{s}} jest taki sam, jak {\displaystyle X_{t}-X_{0}} dla każdych {\displaystyle s,t\geqslant 0,}
4. proces {\displaystyle X_{t}} jest ciągły według prawdopodobieństwa, tzn. dla każdego {\displaystyle t\geqslant 0} i dla każdego {\displaystyle \varepsilon >0}

{\displaystyle \lim _{s\to t}P(|X_{s}-X_{t}|>\varepsilon )=0.}
Proces stochastyczny spełniający powyższe warunki posiada modyfikację będącą prawostronnie ciągłym z lewostronnymi granicami (z ang. RCLL, z fr. càdlàg) procesem Lévy’ego.

## Własności
Najważniejszą cechą procesów Lévy’ego, sprawiającą, że są intensywnie badane, jest ich strukturalna stabilność. Cecha ta polega na tym, że suma dowolnej liczby procesów Lévy’ego jest także procesem Lévy’ego, co pozwala spojrzeć na procesy Lévy’ego jak na uogólnienie procesów Gaussa. Jednocześnie procesy Lévy’ego w ogólności nie mają skończonej wariancji, czyli możliwe są dowolnie duże skoki wartości przy procentowym udziale takich skoków znacznie większym niż dla procesów Gaussa, gdzie wariancja jest skończona.

## Wzór Lévy’ego
Rozkład procesu Lévy’ego w momencie {\displaystyle t\geqslant 0,} {\displaystyle X_{t}} jest rozkładem nieskończenie podzielnym. Stąd istnieje eksponencjalne przedstawienie funkcji charakterystycznej procesu Lévy’ego w chwili {\displaystyle t} – tzw. wzór Lévy’ego-Chinczyna:
{\displaystyle E[e^{i\langle u,X_{t}\rangle }]=e^{t\psi (u)},}
gdzie:
{\displaystyle \psi (u)=-{\frac {1}{2}}\langle u,Au\rangle +i\langle b,u\rangle +\int \limits _{R^{d}-\{0\}}\left[e^{i\langle u,y\rangle }-1-i\langle u,y\rangle 1_{\|x\|\leqslant 1}(y)\right]\nu (dy),}
przy czym
{\displaystyle \nu } jest miarą na {\displaystyle R^{d}-\{0\}} spełniającą warunek
{\displaystyle {}\,\int \limits _{R^{d}-\{0\}}\left(\|y\|^{2}\wedge 1\right)\nu (dy)<\infty ,}
a {\displaystyle A} jest macierzą dodatnio określoną. Funkcję {\displaystyle \psi (u)} nazywa się wykładnikiem charakterystycznym procesu Lévy’ego. Trójkę {\displaystyle (b,A,\nu )} nazywa się trójką charakterystyczną procesu. Zgodnie ze wzorem Lévy’ego-Chinczyna trójka charakterystyczna jednoznacznie określa proces.
Jeśli {\displaystyle {}\,\int \limits _{R^{d}-\{0\}}\left(\|y\|\wedge 1\right)\nu (dy)<\infty ,} to wykładnik charakterystyczny można zapisać w postaci
{\displaystyle \psi (u)=-{\frac {1}{2}}\langle u,Au\rangle +i\langle b,u\rangle +\int \limits _{R^{d}-\{0\}}\left[e^{i\langle u,y\rangle }-1\right]\nu (dy).}

## Rozkład Lévy’ego-Itō
Proces Lévy’ego można przedstawić jako sumę
{\displaystyle X_{t}=bt+X_{t}^{(1)}+X_{t}^{(2)}+X_{t}^{(3)},}
gdzie {\displaystyle X^{(1)}} jest wielowymiarowym procesem Wienera z macierzą kowariancji {\displaystyle A,} {\displaystyle X^{(2)}} jest to złożony proces Poissona o skokach większych niż 1, przy czym rozkład i intensywność skoków opisuje miara {\displaystyle \nu (y)1_{\|y\|>1}.} Proces {\displaystyle X^{(3)}} to czysto skokowy martyngał.

## Przykłady
Szczególnymi przypadkami procesu Lévy’ego są:
- Proces Poissona – najprostszy proces Lévy’ego. Dla {\displaystyle d=1} funkcja charakterystyczna jest postaci,

{\displaystyle {\hat {\mu }}(z)=\exp(c(e^{iz}-1)),} przy czym {\displaystyle z\in \mathbb {R} .}
Miara prawdopodobieństwa w punkcie {\displaystyle k=0,1,2,\dots {:}} {\displaystyle \mu (\{k\})=e^{-c}{\frac {c^{k}}{k!}}.}
Proces Poissona jest rosnącym skokowym procesem. Ze skokami zawsze wielkości 1.
- Proces gamma. Gęstości rozkładu gamma, z parametrami {\displaystyle a,b>0} to: {\displaystyle f(x;a,b)={\frac {b^{a}}{\Gamma (a)}}x^{a-1}\exp(-xb),\quad x>0.}

Funkcja charakterystyczna jest postaci: {\displaystyle {\hat {\mu }}(z)=\left(1-{\frac {iz}{b}}\right)^{-a}.}
- Proces Cauchy’ego. Przy {\displaystyle \gamma \in \mathbb {R} ,c>0,} miara zbioru borelowskiego to:

{\displaystyle \mu (B)=\pi ^{-1}c\int \limits _{B}((x-\gamma )^{2}+c^{2})^{-1}dx,} funkcja charakterystyczna to:
{\displaystyle {\hat {\mu }}(z)=\exp -c|z|+i\gamma z,\quad z\in \mathbb {R} .}
- Proces Wienera. Jego funkcja charakterystyczna, przy {\displaystyle \gamma \in \mathbb {R} ,a>0,} to:

{\displaystyle {\hat {\mu }}(z)=\exp \left(-{\frac {1}{2}}az^{2}+i\gamma z\right),\quad z\in \mathbb {R} ,} miara zbioru borelowskiego to:
{\displaystyle \mu (B)={\frac {1}{\sqrt {2\pi a}}}\int \limits _{B}\exp \left({\frac {-(x-\gamma )^{2}}{2a}}\right)dx.}